# Kanton Tergnier
Kanton Tergnier (fr. Canton de Tergnier) je francouzský kanton v departementu Aisne v regionu Hauts-de-France. Tvoří ho 24 obce. Před reformou kantonů 2014 ho tvořily čtyři obce.

## Obce kantonu
od roku 2015:
| - Achery - Andelain - Anguilcourt-le-Sart - Beautor - Bertaucourt-Epourdon - Brie - Charmes - Courbes - Danizy - Deuillet - La Fère - Fourdrain | - Fressancourt - Liez - Mayot - Mennessis - Monceau-lès-Leups - Rogécourt - Saint-Gobain - Saint-Nicolas-aux-Bois - Servais - Tergnier - Travecy - Versigny |

před rokem 2015:
- Beautor
- Liez
- Mennessis
- Tergnier